# 後藤翔太
後藤 翔太（ごとう しょうた、1983年1月7日 - ）は、日本の元ラグビー選手、政治家。参政党所属の参議院議員（1期）。ジャパンラグビートップリーグ・神戸製鋼コベルコスティーラーズに所属していた。

## プロフィール
- 大分県大分市出身。
- ポジションはスクラムハーフ(SH)。
- 日本代表キャップは8。
- ニックネームはしょう太。

## 経歴
桐蔭学園高校より、早稲田大学教育学部へ進学し、2005年神戸製鋼へ入社。1年目にSH（スクラムハーフ）としてレギュラーの座をつかみ、新人王を獲得。
また、日本代表にも選出され、2005年のウルグアイ戦で初キャップを獲得した。
2012年、現役を引退した。2013年、神戸製鋼を退社し、同年2月に追手門学院大学女子7人制ラグビー部ヘッドコーチに就任した。
2025年7月の第27回参議院議員通常選挙に参政党公認で比例区から立候補し、24,030票を獲得して、党の確保した7議席中の7番目で当選した。

## 選挙歴
| 当落 | 選挙                     | 執行日         | 年齢 | 選挙区       | 政党   | 得票数    | 得票率 | 定数 | 得票順位 /候補者数 | 政党内比例順位 /政党当選者数 |
| ---- | ------------------------ | -------------- | ---- | ------------ | ------ | --------- | ------ | ---- | ------------------ | ---------------------------- |
| 当   | 第27回参議院議員通常選挙 | 2025年07月20日 | 42   | 参議院比例区 | 参政党 | 2万4030票 | ーー   | 50   | 7/12               | 7/7                          |